# Championnats du monde de cross-country 1980
Navigation
Édition précédente Édition suivante
Les 8e Championnats du monde de cross-country IAAF  se déroulent le 9 mars 1980 à Paris en France.

## Résultats

### Cross long hommes

#### Individuel
| Médaille | Athlète                    | Temps      |
| Or       | Craig Virgin (États-Unis)  | 35 min 1 s |
| Argent   | Hans-Jürgen Orthmann (RFA) | 35 min 7 s |
| Bronze   | Nick Rose (ENG)            | 35 min 9 s |

#### Équipes
| Médaille | Athlètes | Points  |
| Or       | Angleterre Nick Rose (3e) Bernie Ford (10e) Barry Smith (14e) Steve Kenyon (17e) Nick Lees (19e) Graham Tuck (37e)                 | 100 pts |
| Argent   | États-Unis Craig Virgin (1re) Daniel Dillon (12e) Kenneth Martin (23e) Steve Plasencia (36e) Don Clary (43e) Mark Anderson (48e)   | 163 pts |
| Bronze   | Belgique Leon Schots (4e) Karel Lismont (11e) Alex Hagelsteens (21e) Eddy de Pauw (38e) Frank Grillaert (44e) Roger de Vogel (57e) | 175 pts |

### Course juniors hommes

#### Individuel
| Médaille | Athlète                      | Temps       |
| Or       | Jorge García (athlète) (ESP) | 22 min 17 s |
| Argent   | Valeriy Gryaznov (URS)       | 22 min 23 s |
| Bronze   | Ed Eyestone (États-Unis)     | 22 min 27 s |

#### Équipes
| Médaille | Athlètes   | Points |
| Or       | URSS       | 50 pts |
| Argent   | États-Unis | 75 pts |
| Bronze   | Espagne    | 79 pts |

### Cross long femmes

#### Individuel
| Médaille | Athlète                  | Temps       |
| Or       | Grete Waitz (NOR)        | 15 min 5 s  |
| Argent   | Irina Bondarchuk (URS)   | 15 min 49 s |
| Bronze   | Yelena Chernysheva (URS) | 15 min 52 s |

#### Équipes
| Médaille | Athlètes                                                                                      | Points |
| Or       | URSS Irina Bondarchuk (2e) Yelena Chernysheva (3e) Giana Romanova (5e) Svetlana Ulmasova (6e) | 15 pts |
| Argent   | Angleterre Penny Forse (7e) Kath Binns (9e) Sandra Arthurton (14e) Ruth Smeeth (19e)          | 49 pts |
| Bronze   | États-Unis Jan Merrill (5e) Margaret Groos (10e) Julie Shea (13e) Brenda Webb (21e)           | 49 pts |